# Can Trellas (Caldes de Malavella)
Can Trellas és una casa entre mitgeres situada al nucli de Caldes de Malavella (Selva), al carrer de la Plaça dels Polls. És una obra inclosa en l'Inventari del Patrimoni Arquitectònic de Catalunya.

## Descripció
És una casa, actualment plurifamiliar, de planta baixa, pis i golfes. La teulada és a doble vessant, orientada al pla de la façana. El mur de l'edifici és arrebossat. La porta d'entrada és d'arc de mig punt, i està formada per grans dovelles, i un escut en relleu (rombe i esfera) a la clau, que probablement és el primer escut de Caldes de Malavella. Dues finestretes a manera d'espitllera horitzontal d'arc conopial enmarquen l'entrada. Al pis, destaca una finestra gòtica amb arc conopial i arquets amb trencaaigües. Són interessants els detalls dels suports del trencaaigües decorats amb els rostres d'una dona, un home, un nen, un angelet i un gos. A les golfes, dues finestres quadrangulars, amb llinda monolítica. La finestra de la dreta té la línia d'imposta decorada amb un baix relleu i motllures decorades, la de l'esquerra només les motllures.

## Història
Abans del segle xiii, Caldes queda adscrita com a batllia reial al domini directe del comte de Barcelona, que posseeix gran part del seu territori. Entre les seves possessions consta que el comte disposava d'un petit palau que utilitzava com a punt de parada en els seus desplaçaments o per prendre les aigües. Aquest palau podria ser Can Trellas. L'escut gravat a la clau de la porta és possiblement el més antic de Caldes.